# شريان حرقفي قطني
شريان حرقفي قطني هو فرع من شريان حرقفي غائر.